# Swale
Swale es un distrito no metropolitano con el estatus de municipio, ubicado en el condado de Kent (Inglaterra). Fue constituido el 1 de abril de 1974 bajo la Ley de Gobierno Local de 1972 como una fusión de los antiguos municipios de Faversham y Queenborough-in-Sheppey, el distrito urbano de Sittingbourne and Milton y el distrito rural de Swale.

## Geografía
Según la Oficina Nacional de Estadística británica, Swale tiene una superficie de 373,4 km².

## Demografía
Según el censo de 2001, Swale tenía 122 801 habitantes (49,31% varones, 50,69% mujeres) y una densidad de población de 328,87 hab/km². El 21,59% eran menores de 16 años, el 71,57% tenían entre 16 y 74 y el 6,84% eran mayores de 74. La media de edad era de 38,19 años. 
La mayor parte (96,35%) eran originarios del Reino Unido. El resto de países europeos englobaban al 1,79% de la población, mientras que el 0,52% había nacido en África, el 0,8% en Asia, el 0,27% en América del Norte, el 0,05% en América del Sur, el 0,19% en Oceanía y el 0,04% en cualquier otro lugar. Según su grupo étnico, el 98,14% de los habitantes eran blancos, el 0,68% mestizos, el 0,58% asiáticos, el 0,33% negros, el 0,18% chinos y el 0,09% de cualquier otro. El cristianismo era profesado por el 75,89%, el budismo por el 0,13%, el hinduismo por el 0,2%, el judaísmo por el 0,08%, el islam por el 0,36%, el sijismo por el 0,09% y cualquier otra religión por el 0,28%. El 15,38% no eran religiosos y el 7,58% no marcaron ninguna opción en el censo.
El 42,56% de los habitantes estaban solteros, el 42,04% casados, el 2,16% separados, el 6,93% divorciados y el 6,31% viudos. Había 49 257 hogares con residentes, de los cuales el 26,33% estaban habitados por una sola persona, el 9,79% por padres solteros con o sin hijos dependientes, el 62,3% por parejas (51,32% casadas, 10,98% sin casar) con o sin hijos dependientes, y el 1,59% por múltiples personas. Además, había 1677 hogares sin ocupar y 382 eran alojamientos vacacionales o segundas residencias.